# 앤드루 존슨 대통령 취임식
앤드루 존슨의 제17대 미국 대통령 취임식은 에이브러햄 링컨 대통령의 암살 이후 1865년 4월 15일 워싱턴 D.C.의 커크우드 하우스 3층에서 열렸다. 이 취임식은 앤드루 존슨의 유일한 임기(1865년 4월 15일부터 1869년 3월 4일까지의 부분 임기)의 시작을 알렸다. 대법원장 새먼 P. 체이스가 대통령 취임 선서를 집행했다.
이는 세 번째 비정규적인 비상 취임식이었고, 대법원장이 새 대통령에게 선서를 집행한 최초의 비상 취임식이었다. 뉴스 보도에 따르면 그날 오전 11시에 선서가 집행되었다.
식후, 존슨 대통령은 즉석에서 취임 연설을 했다. 연설은 그가 내각에 자신과 함께 남아달라고 간청하는 것으로 시작하여 아메리카 연합국을 독설로 공격했으며, 한 증인은 "차라리 그가 벙어리가 되었더라면 더 좋았을 것"이라고 평했다.
링컨 대통령이 위독하게 누워 있을 때, 존슨 부통령은 그가 누워 있는 방을 방문했다. 메리 토드 링컨 여사는 그를 보자 소리를 지르며 그를 내쫓으라고 요구했고, 그는 커크우드 하우스의 자신의 방으로 돌아갔다.
존슨이 심하게 만취했다는 소문이 퍼졌고, 사망한 링컨의 보좌관들이 새 대통령을 데리러 왔을 때 몇 분 동안 그를 깨울 수 없었다고 한다. 이 소문에 따르면, 그가 마침내 깨어났을 때 눈이 붓고 머리카락은 길거리의 진흙으로 엉켜 있었으며, 오전 10시 행사를 위해 이발사와 의사가 불려와 그를 단정하게 꾸며주었고, 대부분의 증언에 따르면 행사는 순조롭게 진행되었다. 그러나 이 주장을 반박하는 다른 증언들도 있으며, 일부는 더 신뢰할 수 있다고 여겨진다.

## 증인 목록

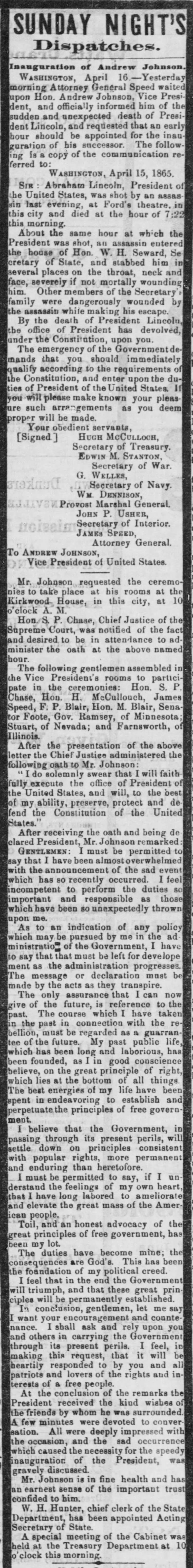
"Sunday Night's Dispatches" 디 에번스빌 데일리 저널, 1865년 4월 17일 – 존슨의 취임 선서에 대해 알려진 대부분의 내용은 하나의 전신 보도에서 비롯되었다

존슨의 취임 선서에 대해 알려진 대부분의 내용은 하나의 전신 보도에서 비롯된다: "앤드루 존슨은 오늘 11시에 체이스 대법원장에 의해 미국 대통령으로 취임 선서를 했다." 이 행사는 내각 구성원들과 "몇몇 의원들"이 참관했다.
- 법무장관 제임스 스피드[7] (1812–1887)
- 재무장관 휴 맥컬록[3] (1808–1895)
- 우정국장 몽고메리 블레어[7] (1813–1883)
- 블레어의 아버지 메릴랜드 출신 프랜시스 블레어 시니어[7] (1791–1876)
- 미국 상원의원 버몬트 출신 솔로몬 풋[4] (1802–1866)
- 미국 상원의원 미네소타 출신 알렉산더 램지[4] (1815–1903)
- 미국 상원의원 일리노이 출신 리처드 예이츠[4] (1815–1873)
- 미국 상원의원 네바다 출신 윌리엄 M. 스튜어트[4] (1827–1909)
- 뉴햄프셔 출신 존 P. 헤일[4] (1806–1873)
- 미국 하원의원 일리노이 출신 존 F. 판스워스[4] (1820–1897)

램지, 스튜어트, 예이츠는 앤드루 존슨의 1868년 탄핵 당시 미국 상원 의원이었으며, 세 명 모두 유죄 판결에 찬성표를 던졌다.
제임스 G. 블레인에 따르면, 취임 선서는 수어드 국무장관을 제외한 "모든 내각 구성원"이 참석한 가운데 이루어졌다고 한다(수어드는 링컨 정부에 대항하는 공모자들에게 심각한 부상을 입었다). 이는 기드온 웰스, 존 팔머 어셔, 윌리엄 데니슨 주니어도 참석했을 것임을 의미한다.
존슨의 임기 동안 재무장관으로 재직했던 맥컬록은 1888년 회고록에서 취임식을 다음과 같이 묘사했다.
존슨 씨의 행동은 그에게 선서가 집행될 때 참석했던 사람들에게 호의적인 인상을 주었다. 그는 다른 사람들과 마찬가지로 슬픔에 잠겨 있었고, 암살자에 의해 시련을 겪고 존경받던 지도자를 잃은 위대한 국가의 대통령이 되라는 갑작스러운 부름에 압도당한 것처럼 보였다. 그러나 그는 침착하고 침착했다. 그는 대법원장과 다른 증인들이 떠난 후 내각 구성원들에게 자신과 함께 남아달라고 요청했으며, 어려운 책임 있는 위치에서 자신을 지지해 달라는 바람을 각자에게 표현했다. 이 바람은 간절한 말투로 표현되었고, 그가 사표를 제출하는 것이 우리의 의무라고 느꼈지만, 그가 원할 때까지 우리가 봉사할 수 있는 이점을 누릴 것이라는 확신을 받았을 때 안도하는 것처럼 보였다. 그와의 회의는 짧았지만, 우리가 그를 떠날 때, 그가 부통령직을 맡았을 때의 불행한 연설에 대한 보도로 인해 우리에게 만들어졌던 불리한 인상은 상당히 바뀌었다. 우리 모두는 그를 떠날 때 완전히 불안감을 떨쳐내지는 못했지만, 적어도 그가 인기 있고 현명한 대통령이 될 것이라는 희망을 품었다. 그의 임기 동안 그와 의회 사이에 논쟁이 발생하면서 우리의 희망은 완전히 실현되지 못했지만, 그의 첫 해 행정부는 내각 구성원 모두의 전폭적인 지지를 받았다.— 휴 맥컬록, 1888

## 즉석 취임 연설
뉴욕 타임스에 따르면, 존슨의 첫 번째 성명은 상황상 취임 연설 역할을 했으며 다음과 같다.
존슨 대통령의 연설.
"신사 여러분, 저는 최근 일어난 슬픈 사건에 대한 소식에 거의 압도당했다고 말씀드려야만 합니다. 예상치 못하게 저에게 맡겨진 이처럼 중요하고 책임감 있는 임무를 수행하는 데 제가 무능하다고 느낍니다. 정부 행정에서 제가 제시할 정책의 방향에 대해서는, 행정이 진행됨에 따라 발전되어야 할 것입니다. 메시지나 선언은 일어나는 행위들을 통해 이루어져야 합니다. 제가 지금 미래에 대해 드릴 수 있는 유일한 확신은 과거에 대한 언급입니다. 이 반란과 관련하여 제가 과거에 취한 조치는 미래의 보증으로 간주되어야 합니다. 길고 힘든 저의 지난 공직 생활은, 제가 양심적으로 믿기에, 모든 것의 근간이 되는 위대한 정의의 원칙 위에 세워졌습니다. 제 삶의 최고의 에너지는 자유 정부의 원칙을 확립하고 영속시키기 위해 노력하는 데 쓰였으며, 정부가 현재의 시련을 겪으면서 대중의 권리와 일치하는 원칙 위에, 이전보다 더 영구적이고 지속적으로 정착할 것이라고 믿습니다. 제 마음의 감정을 이해한다면, 저는 오랫동안 대다수 미국인들의 처지를 개선하고 완화하기 위해 노력해 왔다고 말씀드려야만 합니다. 수고와 자유 정부의 위대한 원칙에 대한 정직한 지지가 저의 몫이었습니다. 의무는 저의 것이었고, 결과는 하나님의 것입니다. 이것이 저의 정치 신조의 기초였습니다. 저는 결국 정부가 승리하고 이 위대한 원칙들이 영구적으로 확립될 것이라고 믿습니다. 결론적으로, 신사 여러분, 여러분의 격려와 지지를 바랍니다. 정부를 현재의 위험에서 벗어나게 하는 데 있어 여러분과 다른 분들에게 요청하고 의지할 것입니다. 이 요청을 할 때, 여러분과 모든 다른 애국자, 그리고 자유로운 국민의 권리와 이익을 사랑하는 사람들이 진심으로 응답할 것이라고 느낍니다.

제임스 G. 블레인에 따르면, 이 성명은 좋지 않은 반응을 얻었다. 1880년대에 출판된 회고록에서 블레인은 "이 연설이 대중에게 미친 영향은 좋지 않았다. 관찰력이 있는 모든 사람이 우려하며 주목했던 공공 정책에 대한 회피적인 성격 외에도, 링컨 씨에 대한 회피적인 성격으로 인해 불쾌한 인상이 생겼다. 살해당한 대통령에 대한 율로지의 완전한 부재가 주목받았다... 그는 모든 사람의 입에 오르내리던 인물을 칭찬할 시간을 찾지 못했지만, 자신과 자신의 과거 역사에 대해서는 충분히 언급했다. 5분도 안 되는 연설이었지만, '나', '나의', '나를'이 최소 스무 번 이상 언급되었다는 점이 주목되었다"고 썼다.

## 스튜어트 상원의원의 증언 (1908년)

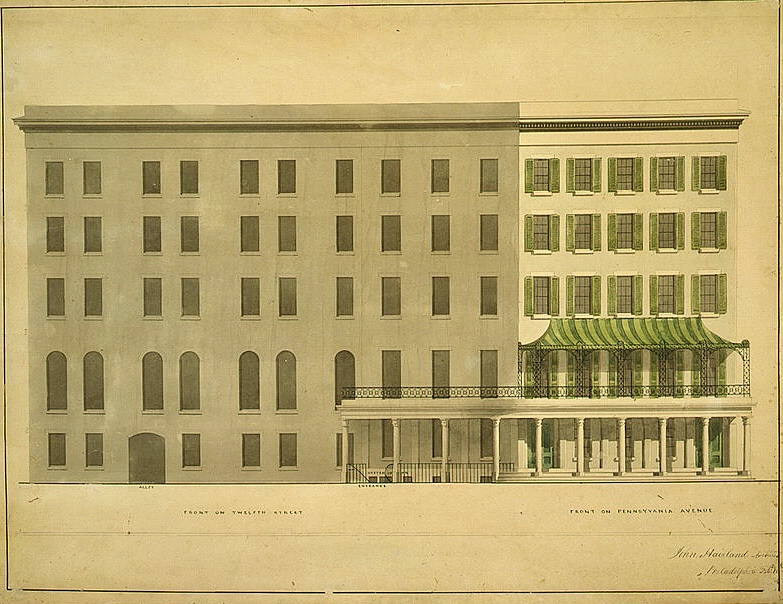
이 1847년 건축 도면은 커크우드 하우스 외부의 유일하게 알려진 묘사이다

네바다주 상원의원 윌리엄 모리스 스튜어트가 1908년 회고록에서 밝힌 바에 따르면, 존슨의 취임식에는 세 명의 증인만이 있었다(스튜어트 본인, 체이스 대법원장, 그리고 버몬트주 상원의원 솔로몬 풋). 그리고 "그 반대의 모든 진술은 절대적으로 거짓이다." 스튜어트는 존슨이 1865년 "1월 또는 2월"에 워싱턴 D.C.에 도착한 이후 "반쯤 취한 상태"였으며, 의사당에서의 대참사 이후에도 계속 술을 마셨고, "시청 계단 근처에 모인 엄청난 수의 거리 불량배와 흑인" 앞에서 적어도 한 번 연설을 했는데, 이때 그는 "술에 취해 있었다... 존슨이 이러한 야외 연설을 하는 것은 매우 흔한 일이었고, 술을 마실 때마다 연설을 했기 때문에 자연히 수도에서 가장 끈질긴 웅변가가 되었다"고 주장했다.
스튜어트에 따르면, 링컨이 사망한 후, 체이스, 풋, 스튜어트는 커크우드 하우스에 있는 존슨의 방에서 그를 찾았다.
잠시 후 존슨이 문을 열었고 우리는 들어갔다. 부통령은 맨발이었고, 바지와 셔츠만 급히 입은 듯 옷을 제대로 갖춰 입지 않았다. 그는 약 10피트 정사각형의 작은 방 두 개를 사용하고 있었고, 우리는 그 중 하나인 거실로 들어갔고, 그는 다른 방에서 용무를 마쳤다. ¶ 몇 분 후 존슨이 들어왔는데, 매우 구겨진 코트를 입고 술에 취한 사람의 모습을 하고 있었다. 그는 지저분하고 초라했으며, 머리카락은 마치 배수로의 진흙처럼 엉켜 있었고, 게슴츠레한 눈으로 우리를 깜빡이며 비틀거렸다. 그는 한 달 내내 "만취 상태"였다.

스튜어트에 따르면, 존슨은 취임 선서를 해야 한다는 소식에 "준비됐습니다"라고 답했다.
그리고 스튜어트에 따르면, 에드윈 스탠턴 국방장관을 찾아 대통령의 상태를 알린 후:
스탠턴과 나는 커크우드 하우스로 돌아갔고, 마부와 함께 존슨의 방으로 직행했다. 그는 누워 있었다. 우리는 그를 깨우고, 최대한 옷을 입히고, 아래층으로 내려가 스탠턴의 마차에 태웠다. 우리는 그를 백악관으로 데려갔고, 스탠턴은 재단사, 이발사, 의사를 불렀다. 그에게 약을 투여하고, 대통령은 목욕하고 면도를 하고, 머리카락을 자르고, 새 옷을 입혔다. 그러나 그는 오후 늦게까지 사람들에게 보일 수 있는 상태가 되지 않았고, 몇몇 사람들에게만 그가 백악관에 대통령이 있다는 것을 확인하도록 허락되었다.

스튜어트의 증언은 테네시주 하원의원 월터 P. 브라운로우(존슨의 오랜 정치적 적수 파슨 브라운로우의 조카)가 다음 해 기사에서 상세히 반박했다. 브라운로우는 1909년 2월 25일 의회 의사록에 이 기사를 기록하게 했다. 브라운로우의 반박은 다음과 같았다.
- 이야기가 사실이라면 논란의 탄핵 청문회에서 밝혀졌을 것이다
- 존슨은 항상 깔끔한 옷차림으로 알려져 있었으므로(사실 확인: 사실),[14] 그날 아침에 단정치 못했을 리 없다
- 존슨은 링컨 사망 후 6주가 지나서야 백악관으로 이사했으므로(사실 확인: 사실),[15] 백악관으로 옮겨져 정리되거나 회의를 가질 수 없었다
- 새먼 P. 체이스는 "교회의 일관된 일원이었으며, 스튜어트가 거짓으로 말한 상태에 존슨이 있었다면 그가 존슨에게 선서를 집행하는 데 동의했을 것이라고 말하는 것은 그의 인격을 비방하는 것"이다.[13]

브라운로우는 또한 링컨과 존슨의 재무장관이었던 휴 맥컬록의 증언을 인용했는데, 이는 내각 구성원들과 상원의원들의 전통적인 증언을 반복하며 존슨이 "모든 정중한 엄숙함으로" 선서를 할 때 잠언 22장과 23장에 손을 얹었다고 언급했다. 맥컬록은 "존슨의 유일한 진정한 옹호자"로 묘사되었다. 제임스 G. 블레인 역시 표준적인 버전을 반복하지만, 그의 설명에 따르면 선서에는 수어드 국무장관(링컨 정부에 대항하는 공모자들에게 심각한 부상을 입었다)을 제외한 링컨 내각의 모든 구성원이 참석했다고 한다. 이는 기드온 웰스, 존 팔머 어셔, 윌리엄 데니슨 주니어 또한 참석했을 것임을 의미한다.

## 기타 증언
부스가 링컨을 쏜 후, 존슨은 커크우드에 함께 투숙하고 있던 레너드 J. 파웰의 부름을 받았다. 그들은 함께 링컨이 위독하게 누워 있는 집을 방문했다. (메리 토드 링컨은 존슨을 싫어했고, 그녀의 상황을 존중하여 존슨의 방문은 짧았다.) 1875년 존슨은 테네시 동료에게 "처음부터 부스의 총상이 치명적일 것이 분명했습니다. 저는 밤새도록 방을 서성였고, 이전에 느껴본 적 없는 더 큰 책임감을 느꼈습니다. 100번 넘게 저는 스스로에게 '어떤 길을 가야 차분하고 정확한 역사가가 100년 후에 '그는 올바른 길을 걸었다'고 말할까?'라고 물었습니다. 저는 일부의 격렬한 열정과 다른 일부의 자기 확대에 맞서 싸워야 한다는 것을 알았습니다."라고 말했다.

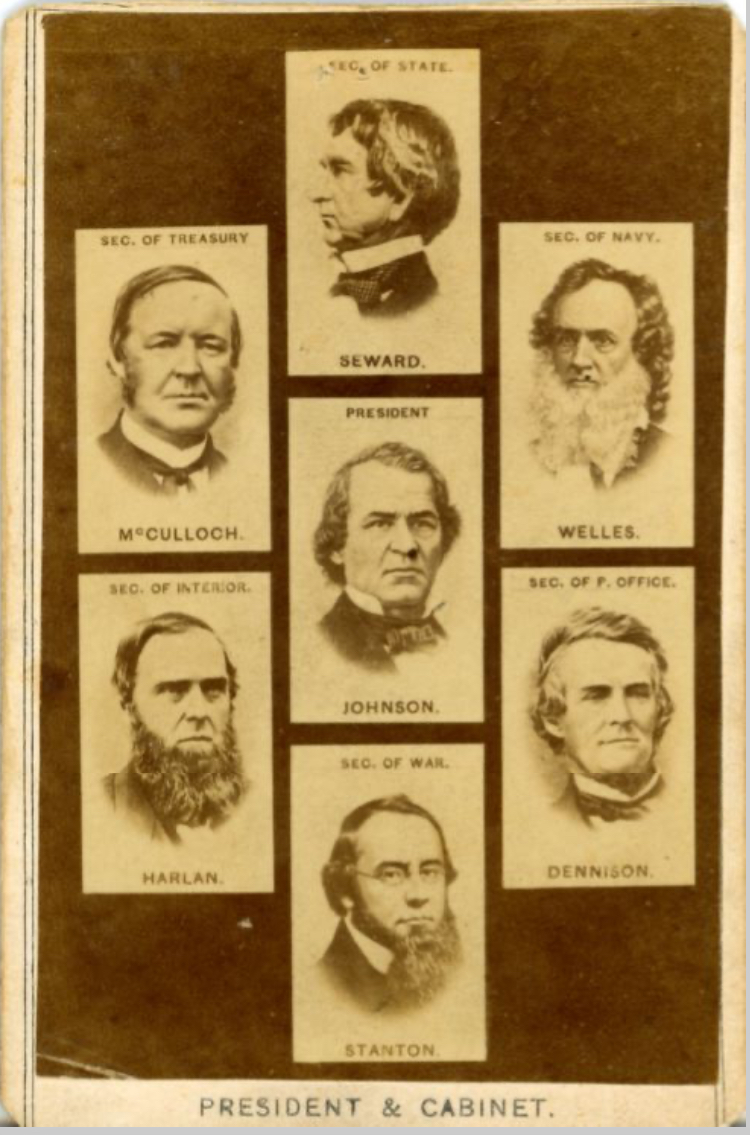
1866년 내각 개편 전의 존슨 대통령과 일부 초기 장관들을 묘사한 카르테 드 비지트

1928년 존슨의 손자 앤드루 존슨 패터슨이 존슨 문서에 접근을 허가한 로버트 W. 윈스턴이라는 전기 작가에 따르면, 새로 취임한 대통령은 에제키엘서 11장 21절에 입을 맞췄다.
역사가 도로시 쿤하르트와 필립 B. 쿤하르트는 1965년에 "스탠턴은 암살 후 첫 며칠 동안 홀로 국가를 운영했으며, 아무도 새로 취임한 존슨에게 결정을 내리라고 기대하지 않았다. 존슨은 단지 재무부 건물에서 사절단을 맞이했고, 링컨의 이름을 거의 언급하지 않는 듯했으며, 사람들에게 반역을 처벌할 것이라고 확신시켰다"고 언급했다.

## 같이 보기
- 앤드루 존슨 행정부
- 재건 시대
- 앤드루 존슨의 알코올 중독 논쟁
- 앤드루 존슨의 부통령 취임 연설 음주 논란
- 앤드루 존슨 참고 문헌 목록

## 내용주
1. ↑  존슨의 취임 선서에 대한 목격자 증언이 이상할 정도로 부족하다.
2. ↑  Miller, Zachary A. (2022). 《False Idol: The Memory of Andrew Johnson and Reconstruction in Greeneville, Tennessee 1869–2022》 (학위논문). Paper 4096.에 따르면 이 기사는 원래 Brownlow, Walter P. (September 1908). “Defense and Vindication of Andrew Johnson”. 《The Taylor-Trotwood Magazine》. 493쪽.로 출판되었다.
3. ↑  제임스 왕역 성경에서 이 구절은 "그러나 그들의 마음이 가증한 것들과 그들의 혐오스러운 것들을 따라 걷는 자들에게는, 내가 그들의 길을 그들의 머리 위에 갚으리라, 주 하나님이 말씀하시니라."라고 되어 있다.[21]